# Madonna met kanunnik Joris van der Paele
De Madonna met kanunnik Joris van der Paele is een schilderij van Jan van Eyck dat zich in het Groeningemuseum in Brugge bevindt. Na het Lam Gods is dit het grootste schilderij dat van Jan van Eyck bewaard is gebleven. Het is een van de vier authentieke werken van Jan van Eyck die nog in een Belgische collectie worden bewaard. Het paneel neemt een heel bijzondere plaats in de geschiedenis van de westerse schilderkunst in. Het is namelijk wellicht het vroegste voorbeeld van een zogenaamde "Sacra Conversazione" (Heilige conversatie): een schilderij waarin op een realistische manier heiligen en soms ook gewone stervelingen zijn afgebeeld alsof ze in een alledaagse conversatie zijn verwikkeld. Het werk draagt het inventarisnummer O.161 en meet (inclusief de originele lijst) 141 x 176,5 cm.

## Signatuur en datering
Zoals bij vele schilderijen van Jan van Eyck is ook dit werk op de lijst gesigneerd en gedateerd. De hele lijst is van Latijnse opschriften voorzien die merendeels betrekking hebben op datgene wat op het schilderij is afgebeeld. De tekst onderaan onthult niet alleen de naam van de kunstenaar, maar ook die van de opdrachtgever en van de plaats waarvoor het was bestemd: HOC OP[US] FECIT FIERI MAG[ISTE]R GEORGI[US] DE PALA HUI[US] ECCLESIAE CANONI[CUS] P[ER] JOHANNE[M] DE EYCK PICTORE[M] - ET FUNDAVIT HIC DUAS CAPELL[AN]IAS DE GR[EM]IO CHORI DOMINI - M°CCCC°XXXIIIJ°C[OM]P[LE]T[UM] AU[TEM] 1436. (= Meester Joris van der Paele, kanunnik van deze kerk, deed dit werk maken door schilder Johannes van Eyck - en hij stichtte twee kapelanieën deel uitmakend van het koor - 1434. Hij voltooide het echter in 1436.)

## Epitaaf of altaarstuk?
De gegevens uit het opschrift zijn in overeenstemming te brengen met andere historische documenten. Joris van der Paele was een kanunnik van het kapittel van Sint-Donaas, dat in de verdwenen Brugse Sint-Donaaskerk was gevestigd. Uit de bronnen is ook af te leiden dat het werk een plaats kreeg in de omgeving van de grafsteen van de opdrachtgever. De kapelanieën waarvan sprake is in de opdracht, waren opdrachten tot het dagelijks lezen van de mis ter bevordering van het zielenheil van de overledene. Het schilderij had dus een bepaalde funeraire functie. Het werk was een blijvende herinnering aan de stichting die door de overledene was ingesteld, en het diende de gelovige voorbijganger aan te sporen tot een gebed voor het zielenheil van de overledene. Zo'n schilderij in de nabijheid van een grafsteen - tot het einde van de 18de eeuw werden welgestelde mensen binnen in de kerk begraven - noemt men een epitaaf. De Madonna van kanunnik Joris van der Paele heeft duidelijk een memoriefunctie, maar het is niet zeker of het uitsluitend die rol vervulde. Het is mogelijk dat het schilderij boven een altaar was aangebracht waarop de dagelijkse missen ter nagedachtenis van de overleden kanunnik werden gelezen.

## Iconografie

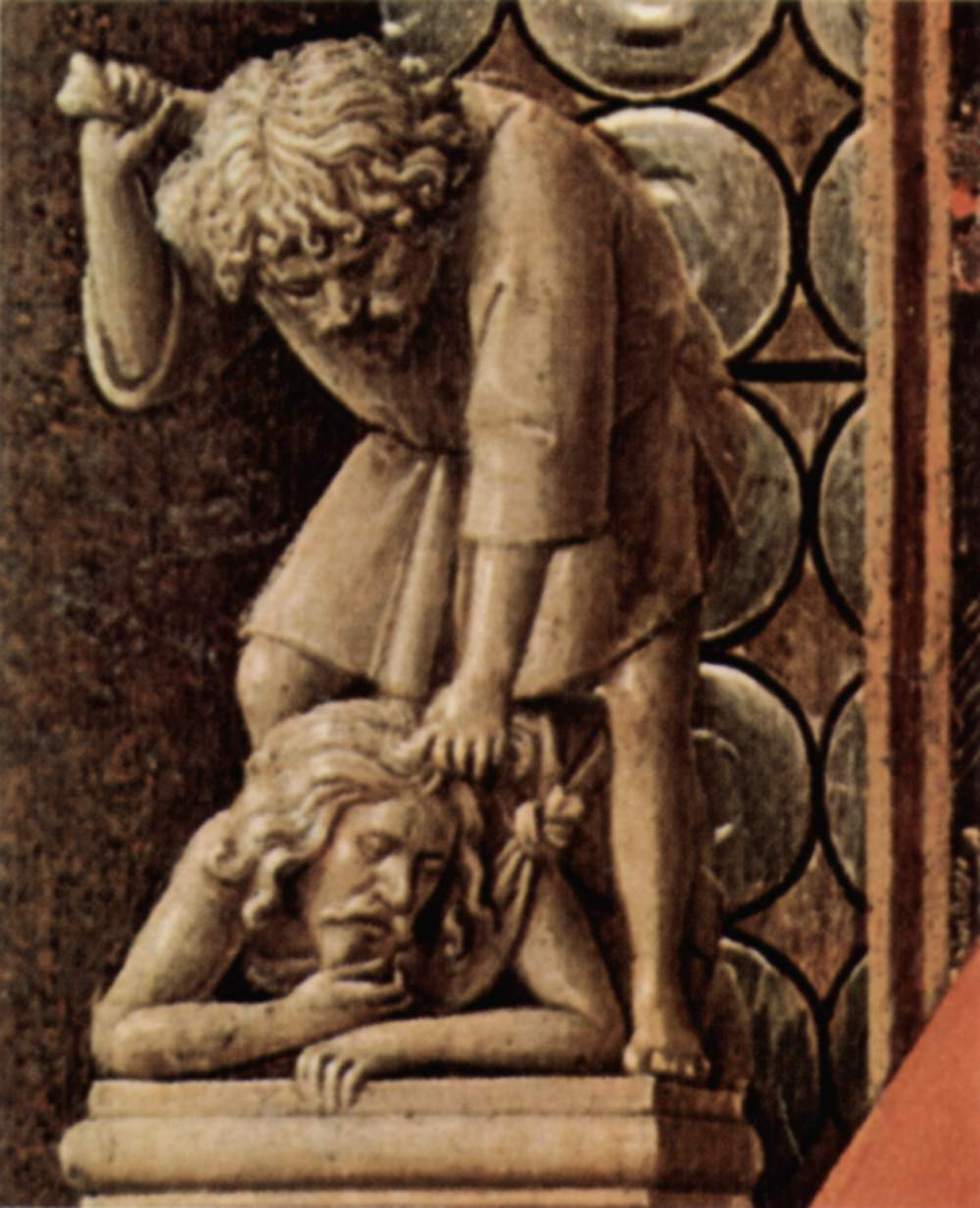
De figuur op het kapiteel van de (linker)zuil op de achtergrond van het schilderij

De bejaarde kanunnik knielt in zijn witte koorhemd links van de troon van Maria. Hij draagt een koorpels om zijn linkerarm en heeft een geopend gebedenboek en een bril (teken van rijkdom en eruditie) in zijn handen. Naast hem staat zijn naamheilige Sint-Joris, die met een gebaar van de linkerhand zijn beschermeling aan Maria en het Jezuskind voorstelt. Met de andere hand licht hij galant zijn helm op. Aan de overzijde staat de H. Donaas of Donatianus van Reims, de patroon van het kapittel en van de stad Brugge. Zowel Sint-Donaas als Sint-Joris fungeren als tussenpersonen tussen kanunnik Van der Paele en Maria. Hierdoor wordt het schilderij vaak beschreven als een heilig gesprek.
De Madonna draagt een rode mantel en draagt het Jezuskind op haar schoot. Haast ieder detail van het werk heeft een bepaalde symbolische betekenis en past in een globaal theologisch concept dat aan het bijzonder complexe schilderij ten grondslag ligt. De tronende Madonna en het Jezuskind op haar schoot verzinnebeelden het altaar en de daarop voltrokken eucharistie. Zij staan centraal in het schilderij en zijn inderdaad afgebeeld in een soort van apsis of priesterkoor waar zich in een kerkgebouw normaal gezien ook het hoofdaltaar bevindt. In de linkerhand houdt Jezus een ruiker bloemen vast en in de rechterhand een papegaai. De bloemen zouden maagdelijkheid, liefde van Maria symboliseren, terwijl over de papegaai wordt gezegd: "Als een papegaai Ave kan zeggen, Maria onbevlekt ontvangen kan". Sint-Donatius houdt vijf brandende kaarsen vast: dit verwijst naar een wonder uit zijn jeugd waarbij hij door een rad met vijf brandende kaarsen van de verdrinkingsdood werd gered. In zijn andere hand houdt hij het kruis waarin een splinter zit uit het kruis van Christus. Merk ook op dat Van der Paelen naar dit kruis kijkt. De boodschap dat "Christus tussen ons is" wordt hier duidelijk gemaakt. Iets heel lokaals (een kanunnik in een Brugse kerk) wordt binnengehaald in het geloofsverhaal. De gebeeldhouwde figuurtjes op de troon van Maria verbeelden passages uit het Oude Testament die als prefiguraties (voorafbeeldingen) van de kruisdood en verrijzenis van Christus werden aangezien. Ook de figuren op de kapitelen van de zuilen op de achtergrond tonen typologieën van de christelijke heilsgeschiedenis.

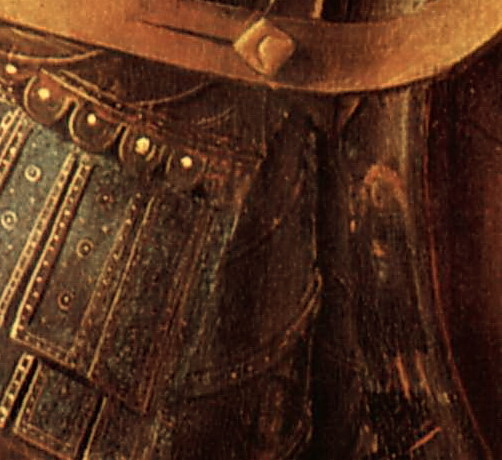
Het zelfportret

Jan van Eyck heeft hier zijn verbluffende techniek ten dienste gesteld van de veellagige symboliek van het werk. Zo wordt het rode kleed van Maria gereflecteerd in het glimmende harnas van Sint-Joris. Ook deze reflectie heeft een symbolische betekenis en valt in verband te brengen met een van de teksten op de lijst waarin Maria wordt genoemd als een "Smetteloze spiegel Gods" (SPECULUM SINE MACULA DEI MAIESTATIS). Net zoals in het Portret van Giovanni Arnolfini en zijn vrouw heeft Jan van Eyck zich hier als een zelfbewuste kunstenaar, op een indirecte manier afgebeeld. Zijn contour wordt namelijk weerspiegeld in het glanzende schild dat Sint-Joris op zijn rug draagt. Ze toont een schilder met rode kaproen, rechtopstaand aan zijn ezel.